# Skorefjell
Das Skorefjell (in Australien Mount Bride) ist ein 1520 m hoher Berg im ostantarktischen Enderbyland. In den Napier Mountains ragt er 18 km nordöstlich des Stor Hånakken auf. 
Norwegische Kartografen, die dem Berg auch benannten, kartierten ihn anhand von Luftaufnahmen der Lars-Christensen-Expedition 1936/37. Das Antarctic Names Committee of Australia benannte ihn dagegen nach dem in Irland geborenen Bibliothekar Thomas Francis Bride (1849–1927), Mitglied des ersten australischen Komitees zur Erforschung Antarktikas.